# Amblyglyphidodon melanopterus
Amblyglyphidodon melanopterus är en fiskart som beskrevs av Allen och Randall 2002. Amblyglyphidodon melanopterus ingår i släktet Amblyglyphidodon och familjen Pomacentridae. Inga underarter finns listade i Catalogue of Life.